# Cecílie Sternbergová
Cecilia Sternbergová, nepřechýleně Sternberg, rodným jménem Cecilia Reventlow-Criminil (14. září 1908, Goring-on-Thames, Clevemede – 1. listopadu 1983, Londýn) byla německá šlechtična z rodu Reventlow-Criminil, provdaná za českého hraběte Leopolda Sternberga. Je známá mj. svou memoárovou knihou The Journey: An Autobiography, která vyšla v roce 1977 (český překlad od Evy Kondrysové vyšel pod názvem Cesta – Paměti české aristokratky v roce 1996).

## Život
Cecílie Augusta Diana Teodora Reventlow-Criminil se narodila ve Spojeném království jako dcera britsko-německého šlechtice Greve Adolfa z Reventlow-Criminil († 1927 v Karlových Varech) a jeho manželky Liliany, rozené hraběnky Hoyosové ze Stichsensteinu. Její bratr Victor (1916–1992) byl německý politik, námořní důstojník.
11. ledna 1928 se ve Vídni provdala za českého hraběte Leopolda Sternberga (1896–1957). V roce 1936 se manželům ve Vídni narodila dcera Franziska Diana.
Po nacistické okupaci se Leopold otevřeně postavil za český národ a proti nacismu – byl aktérem všech tří deklarací české šlechty v letech 1938 a 1939. Proto mu byl nacisty v roce 1942 majetek zkonfiskován a rodina se přestěhovala do Prahy.
V roce 1945 byl rodině majetek vrácen, ale již v červenci téhož roku museli zámek v Zásmukách pronajmout Československé armádě jako sklad. Po komunistickém převratu v Československu v roce 1948 jim byl opět zkonfiskován majetek a rodina byla nucena opustit zemi. Na konci léta 1948 se rodině s pomocí tehdejšího amerického velvyslance v Československu Laurence Steinhardta podařilo vycestovat do Francie a následně do Spojených států. Nejdříve bydleli v New Yorku a poté v St. Petersburgu na západním pobřeží Floridy. V USA Cecilia vydala v roce 1977 svou knihu vzpomínek The Journey: An Autobiography.
Nakonec se rodina odstěhovala na Jamajku, kde v Tan-Y-Brynu měli Sternbergovi penzion a Cecilie si zde zařídila keramickou dílnu.
V roce 1957 Leopold zemřel v nemocnici v Kingstonu a Cecilia se přestěhovala k dceři do Londýna.
Jejich dcera Franziska Diana (* 1936) byla po Sametové revoluci v roce 1989 coby designérka z iniciativy Olgy Havlové pověřena úpravami bytových prostor na Pražském hradě a na zámku v Lánech. V roce 1992 jí byly v restituci navráceny rodové zámky v Častolovicích a v Zásmukách.